# (612600) 2003 SM84
(612600) 2003 SM84 es un asteroide que forma parte de los asteroides Amor, descubierto el 20 de septiembre de 2003 por el equipo del Lincoln Near-Earth Asteroid Research desde el Laboratorio Lincoln, Socorro, Nuevo México.

## Designación y nombre
Designado provisionalmente como 2003 SM84.

## Características orbitales
2003 SM84 está situado a una distancia media del Sol de 1.125 UA, pudiendo alejarse hasta 1.217 UA y acercarse hasta 1.033 UA. Su excentricidad es 0.081 y la inclinación orbital 2.795 grados. Emplea 436.071 días en completar una órbita alrededor del Sol.

## Características físicas
La magnitud absoluta de 2003 SM84 es 22.7.